# شهرستان هاردین (اوهایو)
شهرستان هاردین، اوهایو (به انگلیسی: Hardin County, Ohio) یک سکونتگاه مسکونی در ایالات متحده آمریکا است که در اوهایو واقع شده‌است.